# 帕德罗内斯德武雷瓦
帕德罗内斯德武雷瓦，是西班牙卡斯蒂利亚-莱昂布尔戈斯省的一个市镇。总面积20平方公里，总人口66人（2001年），人口密度3人/平方公里。